# Filtro astronomico
Un filtro astronomico è un accessorio per telescopi utilizzato dagli astronomi per migliorare i dettagli degli oggetti celesti e per la fotografia amatoriale del cielo. A differenza dei dilettanti gli astronomi professionisti usano i filtri sui telescopi per studi astrofici di oggetti celesti. In particolare, essi usano diversi filtri in fotometria, osservando un oggetto in una ristretta banda passante dello spettro elettromagnetico.
La maggior parte dei filtri astronomici agiscono bloccando parti specifiche dello spettro elettromagnetico, aumentando notevolmente il rapporto segnale-rumore delle lunghezze d'onda d'interesse, rendendo l'oggetto più contrastato e definito. Mentre i filtri colorati trasmettono determinati colori dello spettro e sono di solito utilizzati per l'osservazione di Luna e pianeti, i filtri polarizzatori funzionano regolando la luminosità, e sono solitamente utilizzati per l'osservazione della Luna. I filtri a banda larga e stretta trasmettono invece le lunghezze d'onda che vengono emesse dalle nebulose, e sono spesso utilizzati per ridurre l'inquinamento luminoso.

## Filtri solari
I filtri solari bloccano la maggior parte della luce solare per evitare danni agli occhi dell'osservatore. Di solito sono fatti da un vetro resistente che trasmette una frazione di 1/100.000 della luce totale. Sono utilizzati per l'osservazione e la fotografia del Sole, che viene visto come un disco di colore giallo-arancio. Con questi filtri applicati a un telescopio è possibile visualizzare i dettagli del Sole in modo diretto e sicuro, come le macchie solari e la granulazione della superficie. Un altro filtro utilizzato per l'osservazione solare è il filtro di idrogeno-alfa, che trasmette la linea spettrale H-alfa. Questi filtri possono visualizzare i brillamenti solari e le protuberanze, non visibili con i normali filtri solari.

## Filtri colorati

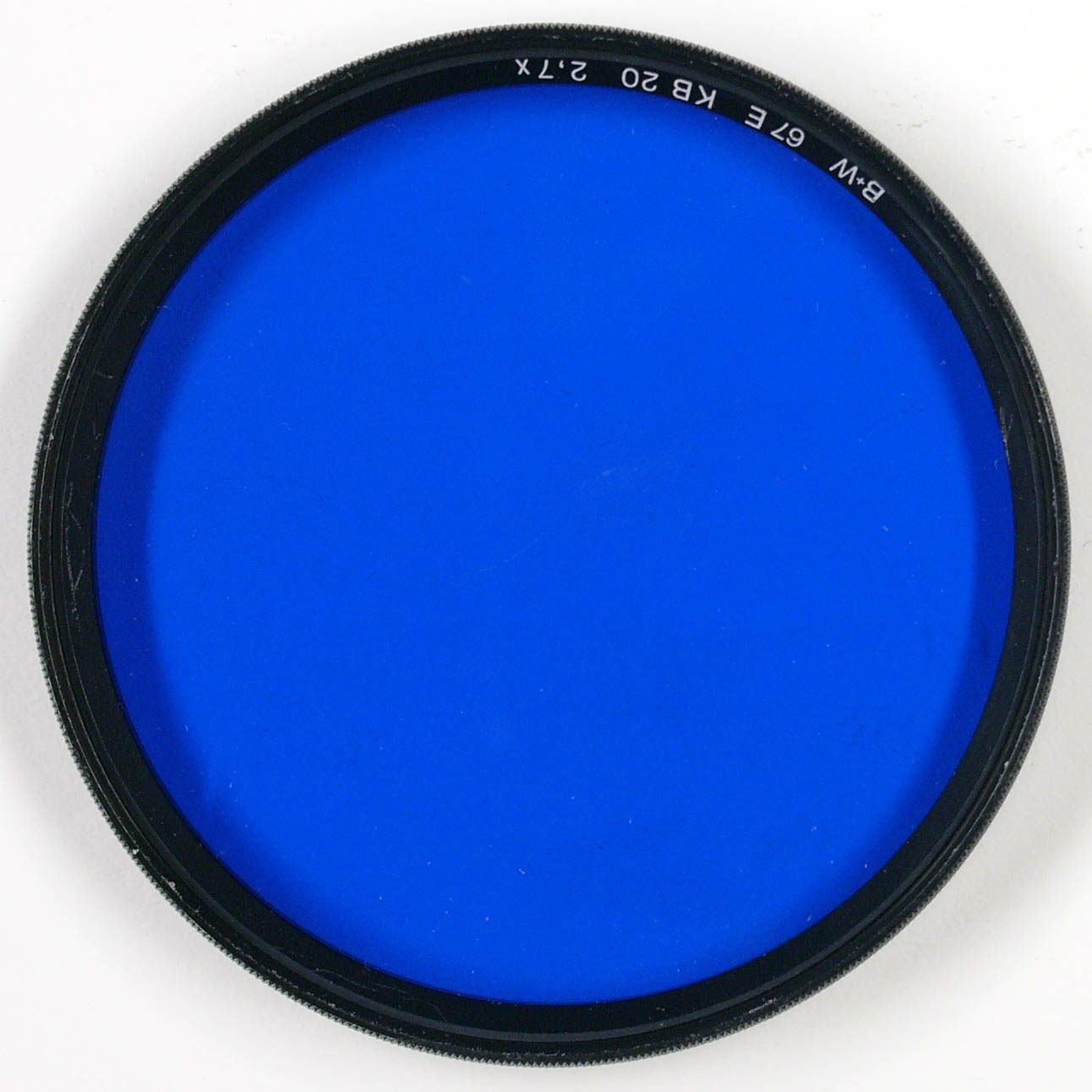
Un filtro colorato blu

I filtri colorati funzionano assorbendo o trasmettendo una data regione dello spettro. I filtri possono essere utilizzati per aumentare il contrasto e migliorare i dettagli di Luna e pianeti. Tutti i colori dello spettro visibile hanno ciascuno un proprio filtro, e ogni filtro colorato è usato per evidenziare una certa caratteristica lunare o planetaria; per esempio, il filtro giallo # 8 è usato per evidenziare i mari di Marte e le bande di Giove. Il sistema Wratten è il sistema di numerazione standard utilizzato per indicare i diversi tipi di filtri colorati. Questo tipo di filtri furono prodotti per la prima volta da Kodak nel 1909.
Anche i filtri professionali sono colorati, anche se più sofisticati, come ad esempio nel sistema fotometrico UBV.
I filtri rossi sono solitamente utilizzati per evidenziare dettagli della superficie di Marte, o alcuni particolari dell'atmosfera gioviana, mentre quelli blu sono utili per individuare le nubi e le nebbie dell'atmosfera marziana

## Filtri lunari
I filtri lunari sono filtri a densità neutra per migliorare il contrasto e la riduzione dei riflessi nell'osservazione della brillante superficie lunare. Lavorano semplicemente bloccando parte della luce dell'oggetto per aumentare il contrasto. I filtri a densità neutra sono utilizzati principalmente nella fotografia tradizionale, ma sono utilizzati in astronomia per migliorare le osservazioni lunari e planetarie.

## Filtri polarizzanti
I filtri polarizzanti, o polarizzatori, regolano la luminosità delle immagini per migliorarne l'osservazione, lasciando passare dal 3% al 40% della luce totale. Essi sono di solito utilizzati per l'osservazione della Luna, ma possono essere utilizzati anche per l'osservazione planetaria. I filtri polarizzatori non devono essere utilizzati al posto dei filtri solari progettati appositamente per l'osservazione del Sole.

## Filtri nebulari

### A banda stretta

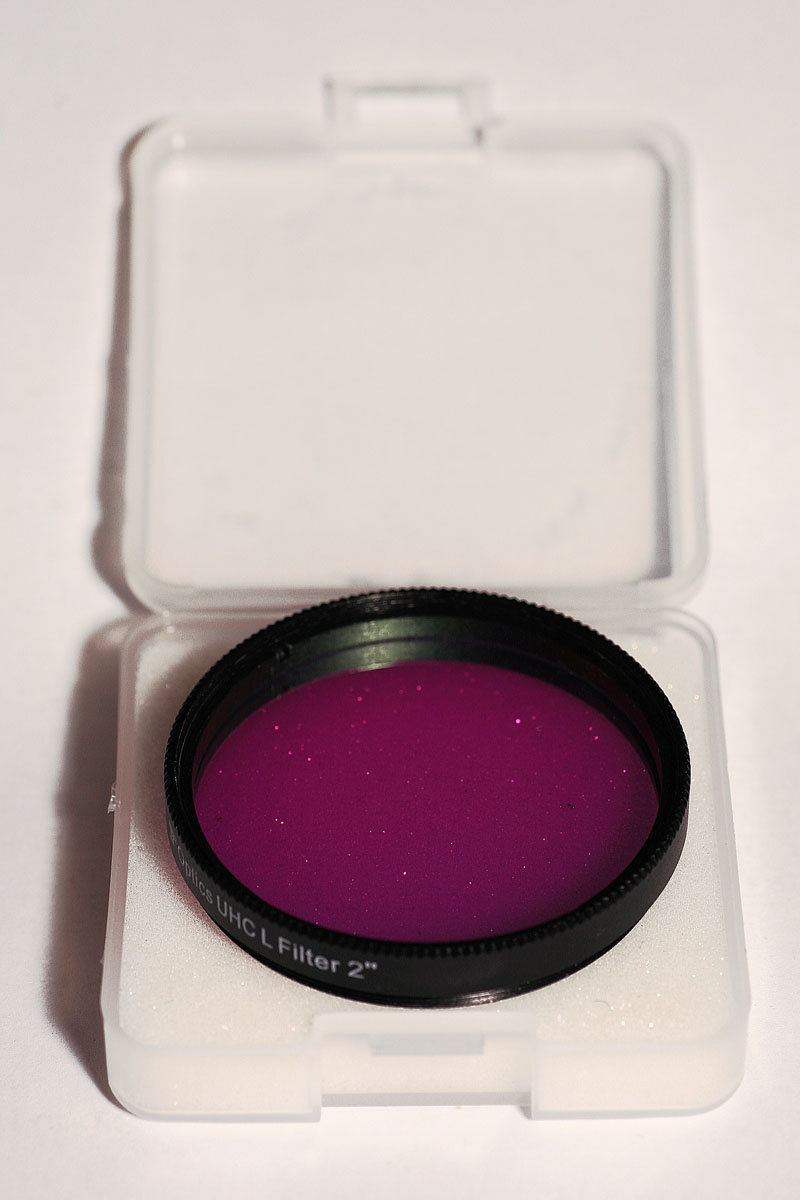
Un filtro UHC

I filtri a banda stretta (narrow-band) sono filtri astronomici che trasmettono solo una stretta banda spettrale (di solito 22 nm o meno) aumentando il contrasto dell'oggetto sorgente. Sono utilizzati principalmente per l'osservazione delle nebulose. Le nebulose a emissione irradiano principalmente l'ossigeno doppiamente ionizzato nello spettro visibile, che emette vicino ai 500 nm di lunghezza d'onda. Queste nebulose irradiano debolmente anche a 486 nm, nella linea dell'H-beta. Ci sono tre principali tipi di filtri a banda stretta: ad alto contrasto (UHC), Ossigeno-III & idrogeno-beta, e l'idrogeno-alfa, la più stretta dei tre con portata 8 nm. I filtri UHC vanno da 484 a 506 nm. Trasmette sia le linee spettrali O-III che H-beta, blocca buona parte della luce proveniente da inquinamento luminoso e migliora i dettagli delle nebulose planetarie e della maggior parte delle nebulose a emissione, sotto un cielo buio.

### A banda larga
I filtri a banda larga (broadband) sono particolarmente indicati per riduzione dell'inquinamento luminoso (LPR), e trasmettono le linee spettrali dell'H-alfa, H-beta e O III, rendendo possibile la visione delle nebulose da cieli cittadini fortemente inquinati. Questi filtri bloccano la luce del sodio e dei vapori di mercurio dell'illuminazione urbana, bloccando in buona parte anche la luce crepuscolare. I filtri a banda larga si differenziano da quelli a banda stretta per la maggior gamma di lunghezze d'onda trasmesse. Questi filtri sono particolarmente progettati per l'osservazione delle nebulose, e non sono particolarmente utili per altri oggetti del cielo profondo, tuttavia, possono migliorare il contrasto di diversi oggetti diffusi e lo sfondo del cielo, schiarendo l'immagine.